# 核苷酸反转录酶抑制剂
核苷类逆转录酶抑制剂（NRTIs）的结构与核苷类似，为双脱氧核苷衍生物，可与细胞内核苷竞争性地结合逆转录酶，从而终止逆转录反应。美国FDA已批准上市了10种这类药物（ZDV、ddI、ddC、d4T、3Tc、ABC等）。